# Список кардиналов, возведённых папой римским Иоанном Павлом II

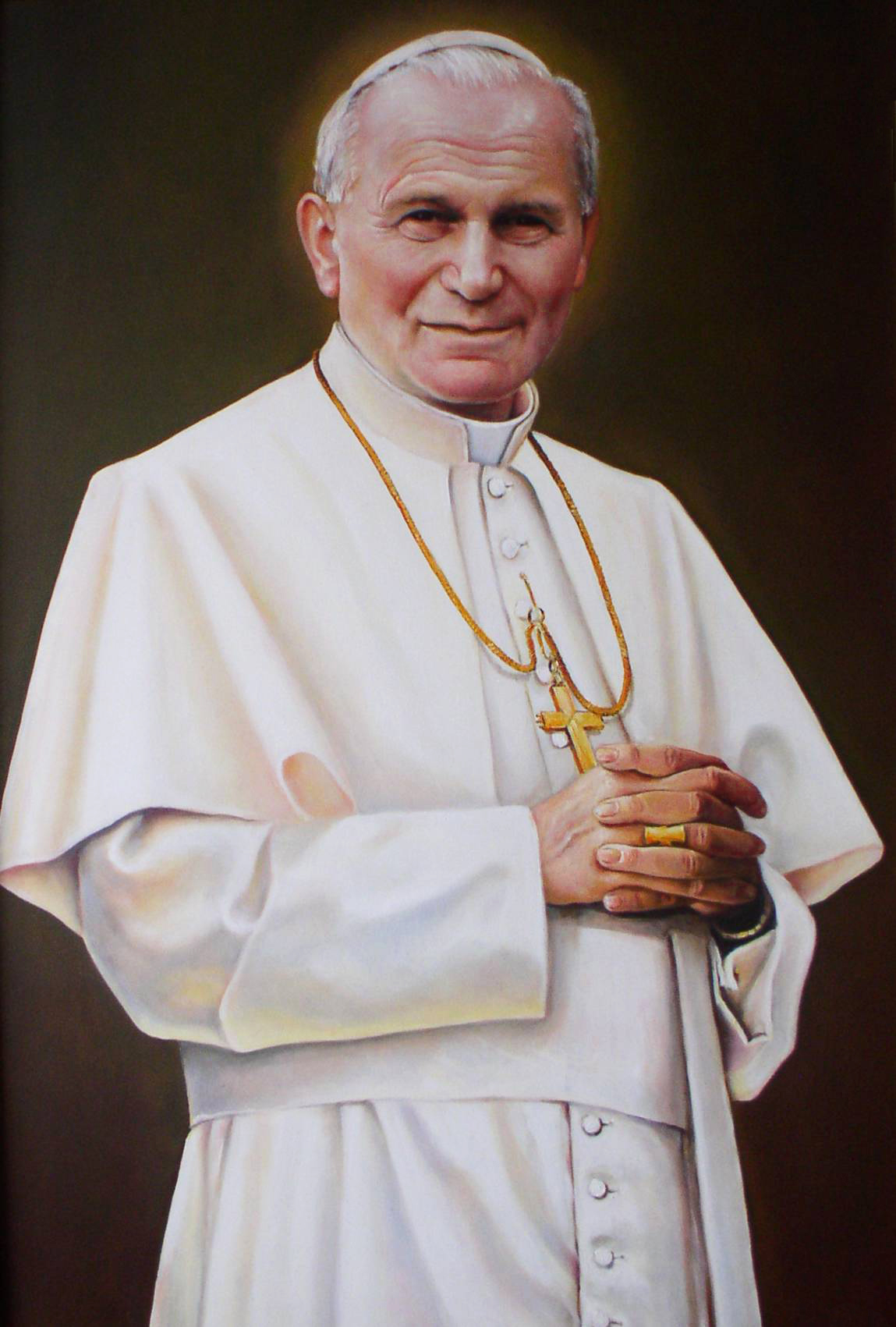
Папа Иоанн Павел II

Кардиналы, возведённые Папой римским Иоанном Павлом II — 231 прелат были возведены в сан кардинала на девяти Консисториях за двадцать шесть с половиной лет понтификата Иоанна Павла II. Это самое большое количество кардиналов назначенных одним Папой римским за всю историю Римско-католической Церкви.
Консистория 2001 года, на которой было назначено 42 новых кардинала, побила рекорд консистории от 28 июля 1969 года, на которой Папа римский Павел VI возвёл в кардиналы 34 человека. Данная консистория, на данный момент, является самой большой по количеству возведённых кардиналов.
На данный момент (21 июня 2025 года) в живых остаётся 41 кардинал, назначенный Иоанном Павлом II.

## Консистория от 30 июня 1979 года
1. Агостино Казароли, про-государственный секретарь Святого Престола, про-префект Совета по общественным делам Церкви (Италия);
2. Джузеппе Каприо, про-председатель Администрации церковного имущества Святого Престола (Италия);
3. Марко Че, патриарх Венеции (Италия);
4. Эгано Риги-Ламбертини, апостольский нунций во Франции (Италия);
5. Иосиф Мария Чинь Ван Кан, архиепископ Ханоя (Вьетнам);
6. Эрнесто Чиварди, секретарь Священной Конгрегации по делам епископов, секретарь Священной Коллегии Кардиналов (Италия);
7. Эрнесто Коррипио-и-Аумада, архиепископ Мехико (Мексика);
8. Иосиф Асадзиро Сатоваки, архиепископ Нагасаки (Япония);
9. Роже Мари Эли Эчегарай, архиепископ Марселя (Франция);
10. Анастасио Альберто Баллестреро, O.C.D., архиепископ Турина (Италия);
11. Томас Фии, архиепископ Армы (Ирландия);
12. Джеральд Эмметт Картер, архиепископ Торонто (Канада);
13. Франтишек Махарский, архиепископ Кракова (Польша);
14. Владислав Рубин, вспомогательный епископ Гнезно, генеральный секретарь Всемирного синода епископов (Польша);
15. Игнатий Гун Пиньмэй[1], епископ Шанхая, апостольский администратор Сучжоу (Китай).

## Консистория от 2 февраля 1983 года
1. Антоний Бутрос Хорейш, маронитский патриарх Антиохии и всего Леванта (Ливан);
2. Бернар Яго, архиепископ Абиджана (Кот-д’Ивуар);
3. Аурелио Сабаттани, про-префект Верховного Трибунала Апостольской Сигнатуры (Италия);
4. Франьо Кухарич, архиепископ Загреба (Югославия);
5. Джузеппе Казория, про-префект Священной Конгрегации таинств и богослужения (Италия);
6. Хосе Али Лебрун Моратинос, архиепископ Каракаса (Венесуэла);
7. Джозеф Луис Бернардин, архиепископ Чикаго (США);
8. Михаил Мичаи Китбунчу, архиепископ Бангкока (Таиланд);
9. Алешандри ду Нашсименту, архиепископ Лубанго (Ангола);
10. Альфонсо Лопес Трухильо, архиепископ Медельина (Колумбия);
11. Годфрид Даннеелс, архиепископ Мехелена-Брюсселя (Бельгия);
12. Томас Стэффорд Уильямс, архиепископ Веллингтона (Новая Зеландия);
13. Карло Мария Мартини, S.J., архиепископ Милана (Италия);
14. Жан-Мари Люстиже, архиепископ Парижа (Франция);
15. Юзеф Глемп, архиепископ Гнезно и Варшавы (Польша);
16. Юлиян Вайводс, апостольский администратор ad nutum Sanctae Sedis Риги и Лиепая (СССР);
17. Йоахим Майснер, епископ Берлина (ГДР);
18. Анри де Любак, S.J. (Франция).

## Консистория от 25 мая 1985 года
1. Луиджи Дадальо, про-великий пенитенциарий Святой Римской Церкви (Италия);
2. Дурайсами Симон Лурдусами, секретарь Конгрегации Евангелизации Народов (Индия);
3. Фрэнсис Аринзе, про-председатель Секретариата по делам не-христиан (Нигерия);
4. Хуан Франсиско Фресно Ларраин, архиепископ Сантьяго-де-Чили (Чили);
5. Антонио Инноченти, апостольский нунций в Испании (Италия);
6. Мигель Обандо Браво, S.B.D., архиепископ Манагуа (Никарагуа);
7. Пауль Августин Майер, O.S.B., про-префект Конгрегации Богослужения и Конгрегации Таинств (ФРГ);
8. Анхель Сукиа Гойкоэчеа, архиепископ Мадрида (Испания);
9. Жан Жером Амер, O.P., про-префект Конгрегации по делам монашествующих и светских институтов (Бельгия);
10. Рикардо Хамин Видаль, архиепископ Себу (Филиппины);
11. Хенрик Роман Гульбинович, архиепископ Вроцлава (Польша);
12. Паулос Цадуа, архиепископ Аддис-Абебы (Эфиопия);
13. Йозеф Томко, генеральный секретарь Всемирного Синода епископов (Чехословакия);
14. Мирослав Иоанн Любачивский, верховный архиепископ Львовский (СССР);
15. Анджей Мария Дескур, бывший председатель Папского Совета по массовым коммуникациям (Польша);
16. Поль Пупар, про-председатель Папского Секретариата по делам неверующих и председатель исполнительного комитета Папского Совета по делам культуры (Франция);
17. Луи-Альбер Вашон, архиепископ Квебека (Канада);
18. Альбер Декуртре, архиепископ Лиона (Франция);
19. Росалио Кастильо Лара, S.D.B., про-председатель Папской Комиссии по ревизии и аутентичному переводу Кодекса Канонического Права (Венесуэла);
20. Фридрих Веттер, архиепископ Мюнхена и Фрайзинга (ФРГ);
21. Сильвано Пьованелли, архиепископ Флоренции (Италия);
22. Адрианус Йоханнес Симонис, архиепископ Утрехта (Голландия);
23. Эдуар Ганьон, P.S.S., про-председатель Папского Совета по делам Семьи (Канада);
24. Альфонс Мария Штиклер, S.D.B., про-библиотекарь и про-архивариус Святой Римской Церкви (Австрия);
25. Бернард Фрэнсис Лоу, архиепископ Бостона (США);
26. Джон Джозеф О’Коннор, архиепископ Нью-Йорка (США);
27. Джакомо Биффи, архиепископ Болоньи (Италия);
28. Пьетро Паван (Италия).

## Консистория от 28 июня 1988 года[2]
1. Эдуардо Мартинес Сомало, заместитель государственного секретаря Святого Престола по общим делам (Испания);
2. Акилле Сильвестрини, секретарь Совета общих дел Римской курии (Италия);
3. Анджело Феличи, апостольский нунций во Франции (Италия);
4. Поль Грегуар, архиепископ Монреаля (Канада);
5. Мар Антоний Падияра, верховный архиепископ Эрнакулам-Ангамали сиро-малабарский (Индия);
6. Жозе Фрейри Фалкан, архиепископ Бразилиа (Бразилия);
7. Микеле Джордано, архиепископ Неаполя (Италия);
8. Алешандри Жозе Мария душ Сантуш, O.F.M., архиепископ Мапуту (Мозамбик);
9. Джованни Канестри, архиепископ Генуи (Италия);
10. Антонио Мария Хавьерре Ортас, S.D.B., секретарь Конгрегации Католического Образования (Испания);
11. Симон Игнатий Пимента, архиепископ Бомбея (Индия);
12. Марио Револьо Браво, архиепископ Боготы (Колумбия);
13. Эдуард Бид Клэнси, архиепископ Сиднея (Австралия);
14. Лукас Морейра Невис, O.P., архиепископ Сан-Салвадора-да-Баия (Бразилия);
15. Джеймс Алоизиус Хики, архиепископ Вашингтона (США);
16. Эдмунд Казимир Шока, архиепископ Детройта (США);
17. Ласло Пашкаи, O.F.M., архиепископ Эстергома (Венгрия);
18. Кристиан Вийган Туми, архиепископ Гаруа (Камерун);
19. Ханс Герман Гроэр, O.S.B., архиепископ Вены (Австрия);
20. Жак-Поль Мартен, бывший префект Папского Дома (Франция);
21. Франц Хенгсбах, епископ Эссена (ФРГ);
22. Винцентас Сладкявичюс, апостольский администратор ad nutum Sanctae Sedis Кайшядориса (СССР);
23. Жан Маржо, епископ Порт-Луи (Маврикий);
24. Иоанн Батист У Чэнь Чжун, епископ Гонконга (Гонконг).

## Консистория от 28 июня 1991 года
1. Анджело Содано, про-государственный секретарь Святого Престола (Италия);
2. Александру Тодя, греко-католический архиепископ Фагараш-Алба Юлия (Румыния);
3. Пио Лаги, про-префект Конгрегации Католического Образования (Италия);
4. Эдуард Идрис Кассиди, председатель Папского Совета по содействию христианскому единству (Австралия);
5. Робер Коффи, архиепископ Марселя (Франция);
6. Фредерик Этсу-Нзаби-Бамунгваби, C.I.C.M., архиепископ Киншасы (Заир);
7. Николас де Хесус Лопес Родригес, архиепископ Санто-Доминго (Доминиканская Республика);
8. Хосе Томас Санчес, секретарь Конгрегации Евангелизации Народов (Филиппины);
9. Вирджилио Ноэ, коадъютор кардинала-архипресвитера Ватиканской патриаршей базилики, делегат Фабрики Святого Петра (Италия);
10. Антонио Кваррасино, архиепископ Буэнос-Айреса (Аргентина);
11. Фьоренцо Анджелини, председатель Папского Совета по пастырскому попечению о работниках здравоохранения (Италия);
12. Роджер Майкл Махони, архиепископ Лос-Анджелеса (США);
13. Хуан Хесус Посадас Окампо, архиепископ Гвадалахары (Мексика);
14. Энтони Джозеф Бевилакква, архиепископ Филадельфии (США);
15. Джованни Сальдарини, архиепископ Турина (Италия);
16. Кахал Брендан Дейли, архиепископ Армы (Ирландия);
17. Камилло Руини, про-генеральный викарий Его Святейшества для епархии Рима (Италия);
18. Ян Хризостом Корец, S.J., епископ Нитры (Чехословакия);
19. Анри Швери, епископ Сьона (Швейцария);
20. Георг Максимилиан Штерцински, епископ Берлина (Германия);
21. Гвидо дель Местри, бывший апостольский нунций в ФРГ (Италия);
22. Паоло Децца, S.J. (Италия).

## Консистория от 26 ноября 1994 года
1. Насрулла Бутрос Сфейр, маронитский патриарх Антиохии и всего Леванта (Ливан);
2. Милослав Влк, архиепископ Праги (Чехия);
3. Луиджи Поджи, про-библиотекарь и про-архивариус Святой Римской Церкви (Италия);
4. Пётр Сэйити Сираянаги, архиепископ Токио (Япония);
5. Винченцо Фаджоло, председатель Папского Совета по интерпретации законодательных текстов (Италия);
6. Карло Фурно, апостольский нунций в Италии (Италия);
7. Карлос Овьедо Кавада O. de M., архиепископ Сантьяго-де-Чили (Чили);
8. Томас Джозеф Уиннинг, архиепископ Глазго (Шотландия, Великобритания);
9. Адольфо Антонио Суарес Ривера, архиепископ Монтеррея (Мексика);
10. Хайме Лукас Ортега-и-Аламино, архиепископ Сан-Кристобаль-де-Ла-Гавана (Куба);
11. Юлий Рияди Дармаатмаджа, S.J., архиепископ Семаранга (Индонезия);
12. Ян Питер Схотте, C.I.C.M., генеральный секретарь Всемирного синода епископов, председатель Кадровой службы Святого Престола (Бельгия);
13. Пьер-Этьен-Луи Эйт, архиепископ Бордо (Франция);
14. Джильберто Агустони, про-префект Верховного Трибунала Апостольской Сигнатуры (Швейцария);
15. Эммануил Вамала, архиепископ Кампалы (Уганда);
16. Уильям Генрих Килер, архиепископ Балтимора (США);
17. Аугусто Варгас Альсамора, S.J., архиепископ Лимы (Перу);
18. Жан-Клод Тюркотт, архиепископ Монреаля (Канада);
19. Рикардо Мария Карлес Гордо, архиепископ Барселоны (Испания);
20. Адам Джозеф Мэйда, архиепископ Детройта (США);
21. Винко Пулич, архиепископ Врхбосны-Сараево (Босния и Герцеговина);
22. Арман Гаэтан Разафиндратандра, архиепископ Антананариву (Мадагаскар);
23. Павел Иосиф Фам Динь Тунг, архиепископ Ханоя (Вьетнам);
24. Хуан Сандоваль Иньигес, архиепископ Гвадалахары (Мексика);
25. Бернардино Эчеверрия Руис, O.F.M., бывший архиепископ Гуаякиля, апостольский администратор Ибарры (Эквадор);
26. Казимир Свёнтек, архиепископ Минско-Могилёвский, апостольский администратор ad nutum Sanctae Sedis Пинска (Беларусь);
27. Эрсилио Тонини, бывший архиепископ Равенны-Червьи (Италия);
28. Микель Колики (Албания);
29. Ив Конгар, O.P. (Франция);
30. Алоис Грильмайер, S.J. (Германия).

## Консистория от 21 февраля 1998 года[3]
1. Хорхе Артуро Медина Эстевес, про-префект Конгрегации богослужения и дисциплины таинств (Чили);
2. Альберто Бовоне, про-префект Конгрегации по канонизации святых (Италия);
3. Дарио Кастрильон Ойос, про-префект Конгрегации по делам духовенства.
4. Лоренцо Антонетти, председатель Администрации церковного имущества Святого Престола (Италия);
5. Джеймс Фрэнсис Стэффорд, председатель Папского Совета по делам мирян (США);
6. Сальваторе Де Джорджи, архиепископ Палермо (Италия);
7. Серафин Фернандис ди Араужу, архиепископ Белу-Оризонти (Бразилия);
8. Антонио Мария Роуколо Варела, архиепископ Мадрида (Испания);
9. Алоизиус Маттиас Амброзич, архиепископ Торонто (Канада);
10. Жан-Мари Баллан, архиепископ Лиона (Франция);
11. Диониджи Теттаманци, архиепископ Генуи (Италия);
12. Поликарп Пенго, архиепископ Дар-эс-Салама (Танзания);
13. Кристоф Шёнборн, O.P., архиепископ Вены (Австрия);
14. Норберто Ривера Каррера, архиепископ Мехико (Мексика);
15. Фрэнсис Юджин Джордж, O.M.I., архиепископ Чикаго (США);
16. Павел Шань Госи, S.J., епископ Гаосюна (Тайвань);
17. Адам Козловецкий, S.J., бывший архиепископ Лусаки (Замбия);
18. Джованни Кели, председатель Папского Совета по Пастырскому попечению о мигрантах и странствующих (Италия);
19. Франческо Коласуонно, апостольский нунций в Италии (Италия);
20. Дино Мондуцци, префект Папского Дома (Италия);
21. Мариан Викентьевич Яворский[4], латинский архиепископ Львова (Украина);
22. Янис Пуятс[4], архиепископ Риги (Латвия).

## Консистория от 21 февраля 2001 года
1. Джованни Баттиста Ре, префект Конгрегации по делам епископов, председатель Папской Комиссии по делам Латинской Америки (Италия);
2. Франсуа Ксавье Нгуен Ван Тхуан, председатель Папского Совета Справедливости и Мира (Вьетнам);
3. Агостино Каччавиллан, председатель Администрации церковного имущества Святого Престола (Италия);
4. Серджо Себастьяни, председатель Префектуры экономических дел Святого Престола (Италия);
5. Зенон Грохолевский, префект Конгрегации Католического Образования (Польша);
6. Жозе Сарайва Мартинш, C.M.F., префект Конгрегации по Канонизации Святых (Португалия);
7. Крешенцио Сепе, генеральный секретарь Комитета Великого Юбилея 2000 года (Италия);
8. Хорхе Мария Мехия, библиотекарь и архивариус Святой Римской Церкви (Аргентина);
9. Игнатий Мусса I Дауд, префект Конгрегации по делам Восточных Церквей.
10. Марио Помпедда, префект Верховного Трибунала Апостольской Сигнатуры (Италия);
11. Вальтер Каспер, секретарь Папского Совета по содействию христианскому единству (Германия);
12. Йоханнес Йоахим Дегенхардт, архиепископ Падерборна (Германия);
13. Антонио Хосе Гонсалес Суммарага, архиепископ Кито (Эквадор);
14. Иван Диас, архиепископ Бомбея (Индия);
15. Жералду Мажела Агнелу, архиепископ Сан-Салвадора-да-Байя (Бразилия);
16. Педро Рубиано Саэнс, архиепископ Боготы (Колумбия);
17. Теодор Эдгар Маккэррик, архиепископ Вашингтона (США);
18. Десмонд Коннелл, архиепископ Дублина (Ирландия);
19. Аудрис Юозас Бачкис, архиепископ Вильнюса (Литва);
20. Франсиско Хавьер Эррасурис Осса, архиепископ Сантьяго-де-Чили (Чили);
21. Хулио Террасас Сандоваль, C.SS.R., архиепископ Санта-Крус-де-ла-Сьерра (Боливия);
22. Уилфрид Фокс Напье, O.F.M., архиепископ Дурбана (ЮАР);
23. Оскар Андрес Родригес Марадьяга, S.D.B., архиепископ Тегусигальпы (Гондурас);
24. Бернар Агре, архиепископ Абиджана (Кот-д'Ивуар);
25. Луи-Мари Бийе, архиепископ Лиона (Франция);
26. Антонио Игнасио Веласко Гарсия, S.D.B., архиепископ Каракаса (Венесуэла);
27. Хуан Луис Сиприани Торн, архиепископ Лимы (Перу);
28. Франсиско Альварес Мартинес, архиепископ Толедо (Испания);
29. Клаудиу Хуммес, O.F.M., архиепископ Сан-Паулу (Бразилия);
30. Мар Варкай Витхаятхил, C.SS.R., верховный архиепископ Эрнакулам-Ангамали сиро-малабарский
31. Хорхе Марио Бергольо, S.J., архиепископ Буэнос-Айреса (Аргентина);
32. Жозе да Круш Поликарпу, патриарх Лиссабона (Португалия);
33. Северино Полетто, архиепископ Турина (Италия);
34. Кормак Мёрфи-О’Коннор, архиепископ Вестминстера (Англия, Великобритания);
35. Эдуард Майкл Иган, архиепископ Нью-Йорка (США);
36. Любомир Ярославович Гузар, M.S.U., грекокатолический архиепископ Львова (Украина);
37. Карл Леманн, епископ Майнца (Германия);
38. Стефанос II Гаттас, коптский католический патриарх (Александрии, Египет);
39. Жан Марсель Оноре, бывший архиепископ Тура (Франция);
40. Роберто Туччи, S.J., директор Административного Комитета Ватиканского Радио (Италия);
41. Лео Шеффчик, богослов архиепархии Мюнхена и Фрайзинга (Германия);
42. Эвери Роберт Даллес, S.J., богослов, профессор Фордхемского университета, Нью-Йорк (США).

## Консистория от 21 октября 2003 года[5]
1. Жан-Луи Торан, секретарь по отношениям с государствами Государственного Секретариата Святого Престола (Франция);
2. Ренато Раффаэле Мартино, председатель Папского Совета Справедливости и Мира (Италия);
3. Франческо Маркизано, архипресвитер Ватиканской патриаршей базилики, генеральный викарий государства-града Ватикан и председатель Фабрики Святого Петра (Италия);
4. Хулиан Эрранс Касадо, председатель Папского Совета по интерпретации законодательных текстов и председатель Дисциплинарной Комиссии Римской курии (Испания);
5. Хавьер Лосано Барраган, председатель Папского Совета по Пастырскому попечению о работниках здравоохранения (Мексика);
6. Стефан Фумио Хамао, председатель Папского Совета по Пастырскому попечению о мигрантах и странствующих (Япония);
7. Аттильо Никора, председатель Администрации церковного имущества Святого Престола (Италия);
8. Анджело Скола, патриарх Венеции (Италия);
9. Энтони Олубунми Окоги, архиепископ Лагоса (США);
10. Бернар Панафьё, архиепископ Марселя (Франция);
11. Габриэль Зубейр Вако, архиепископ Хартума (Судан);
12. Карлос Амиго Вальехо, O.F.M., архиепископ Севильи (Испания);
13. Джастин Фрэнсис Ригали, архиепископ Филадельфии (США);
14. Кит Майкл Патрик О’Брайен, архиепископ Сент-Эндрюса и Эдинбурга (Шотландия, Великобритания);
15. Эузебиу Оскар Шейд, S.C.I., архиепископ Сан-Себастьян-до-Рио-де-Жанейро (Бразилия);
16. Эннио Антонелли, архиепископ Флоренции (Италия);
17. Тарчизио Бертоне, S.D.B., архиепископ Генуи (Италия);
18. Питер Тарксон, архиепископ Кейп-Коста (Гана);
19. Телесфор Пласидус Топпо, архиепископ Ранчи (Индия);
20. Джордж Пелл, архиепископ Сиднея (Австралия);
21. Йосип Бозанич, архиепископ Загреба (Хорватия);
22. Иоанн Батист Фам Минь Ман, архиепископ Хошимина (Вьетнам);
23. Родольфо Кесадо Торуньо, архиепископ Гватемалы (Гватемала);
24. Филипп Барбарен, архиепископ Лиона (Франция);
25. Петер Эрдё, архиепископ Эстергома-Будапешта, примас Венгрии (Венгрия);
26. Марк Уэлле, P.S.S., архиепископ Квебека (Канада);
27. Жорж Мари Мартен Коттье, O.P., богослов Папского Дома, генеральный секретарь Международной Теологической комиссии (Швейцария);
28. Густааф Йоос, каноник соборного капитула Гента, (Бельгия);
29. Томаш Шпидлик, S.J., (Чехия);
30. Станислав Наги, S.C.I., (Польша).